# World Money Fair
Die World Money Fair war anfangs eine regionale Münzbörse ist heute eine internationale Münzmesse. 
1971 wurde in München durch Albert Beck mit sieben weiteren Organisatoren europäischer Münzenbörsen die „Organisation Europäischer Münzen-Börsen“ (OEMB) gegründet. Zwei Jahre später am 22. Januar 1972 veranstaltete die Organisation in Basel die „1. Internationale Münzenbörse“. Diese wurde in den folgenden Jahren in Bern und Zürich wiederholt. Bis Anfang der 1980er Jahre folgte die Veranstaltung dem Konzept klassischer Münzbörsen. 1981 beteiligte sich erstmals eine staatliche Münzstätte, die Royal Canadian Mint, an der sich seit diesem Zeitpunkt entwickelnden numismatischen Weltfachmesse. Die Veranstaltung entwickelte sich bis 2010 von der „Europa-Münzenbörse“ zur „Internationalen Münzenbörse“ und anschließend zur „World Money Fair“. Mittlerweile nehmen etwa 300 Aussteller, darunter 60 staatliche Münzstätten und Nationalbanken aus etwa 50 Nationen an der weltweit größten Münzmesse teil.
Von 1972 bis 1998 war die Veranstaltung ein Familienunternehmen und wurde 1999 in eine Aktiengesellschaft umgewandelt. 2006 zog die Messe von Basel nach Berlin um, wird seitdem von der World Money Fair Berlin GmbH veranstaltet und findet jährlich im  Berliner Estrel Convention Center statt. Zur Eröffnung überreichte am 3. Februar 2006 der parlamentarische Staatssekretär Karl Diller dem schleswig-holsteinischen Finanzminister Rainer Wiegard die neu erschienene Zweieuromünze mit dem Lübecker Holstentor auf der Rückseite. 
Auf der Messe gibt es neben Ausstellungen auch Wettbewerbe, Vorstellungen neuer Münzprogramme, Sondermesseausgaben, Auktionen, Vorträge und Ehrungen. Zudem wird alljährlich der Vreneli-Preis für Verdienste in der Numismatik verliehen.